# Michel Missoffe
Michel Missoffe est un homme politique français né le 9 juin 1887 à Brest (Finistère) et décédé le 24 mars 1974 à Paris 8e.
Avocat à la Cour d'Appel de Paris, il est conseiller municipal de Paris en 1919. En 1921, il est rapporteur pour la commission de la réforme administrative et de l’organisation de la région de Paris, d'un projet de délibération pour réaliser un "Grand Paris" en fusionnant les administrations de Paris et du Département de la Seine. Il est élu vice-président du conseil municipal en 1923-1924. Il est aussi président de la conférence Molé-Tocqueville. Ancien combattant, il est vice-président de la Ligue des chefs de section, de 1919 à 1928, et président de ses groupements parisiens. Il est député de la Seine de 1924 à 1928, inscrit au groupe de l'Union républicaine démocratique, s'occupant de finances locales et des questions militaires. En 1932, il est nommé ambassadeur de France au Luxembourg et sous directeur au ministère des affaires étrangères en 1942. Membre de l'académie septentrionale, il est auteur d'une biographie d'André Tardieu et d'études historiques sur le Nord.

## Œuvres
- Dupleix et La Bourdonnais : essai critique  (Joseph François Dupleix des Gardes et Bertrand-François Mahé de La Bourdonnais), Paris, Ligue maritime et coloniale, coll. « Bibliothèque de l'Institut maritime et colonial », 1943, 142 p. (OCLC 872208268, BNF 32454920)

## Décorations
- Commandeur de la Légion d'honneur par décret du 5 juin 1957
  -  Officier de la Légion d'honneur par décret du 14 mars 1921
  -  Chevalier de la Légion d'honneur par décret du 12 décembre 1917
- Croix de guerre 1914–1918 (6 citations)
- Croix de guerre (Belgique)
- Grand-croix de l'ordre de la Couronne de chêne (Luxembourg)
- Grand-officier de l'ordre du Nichan Iftikhar (Tunisie)
- Officier de l'ordre du Soleil levant (Japon)

## Sources
- « Michel Missoffe », dans le Dictionnaire des parlementaires français (1889-1940), sous la direction de Jean Jolly, PUF, 1960 [détail de l’édition]
- Christian Blanc, le Grand Paris du XXIe siècle, Cherche-midi, 2010.